# Hypena palparia
Hypena palparia là một loài bướm đêm thuộc họ Erebidae. Loài này có ở Nova Scotia phía tây ngang qua miền nam Canada tới British Columbia, phía nam đến Alabama và Texas.
Sải cánh dài 27–33 mm. Con trưởng thành bay từ tháng 6 đến tháng 7 tùy theo địa điểm. There are at least two generations over much of east.
Ấu trùng ăn lá các loài Ostrya virginiana và Corylus.